# Безрукавська сільська рада
Безрука́вська сільська рада (рос. Безрукавский сельский совет) — сільське поселення у складі Рубцовського району Алтайського краю Росії.
Адміністративний центр — село Безрукавка.

## Населення
Населення — 2793 особи (2019; 2959 в 2010, 2890 у 2002).

## Склад
До складу сільської ради входять:
| Населений пункт    | Населення, осіб (2002) | Населення, осіб (2010) |
| ------------------ | ---------------------- | ---------------------- |
| 498 км, селище     | 13                     | 4                      |
| Безрукавка, село   | 1732                   | 1749                   |
| Березовка, селище  | 411                    | 443                    |
| Вимпел, селище     | 156                    | 174                    |
| Зарниця, селище    | 258                    | 270                    |
| Захарово, село     | 253                    | 229                    |
| Тракторний, селище | 67                     | 90                     |